# Voznesensk (huyện)
Huyện Voznesensk (tiếng Ukraina: Вознесенський район, chuyển tự: Voznesensks’kyi raion) là một huyện của tỉnh Mykolaiv thuộc Ukraina. Huyện Voznesensk có diện tích 1392 kilômét vuông, dân số theo điều tra dân số ngày 5 tháng 12 năm 2001 là 35907 người với mật độ 26 người/km2. Trung tâm huyện nằm ở Voznesensk.